# Landolf IV de Bénévent
Pour les articles homonymes, voir Landolf.
Landolf IV de Bénévent (tué le 13 juillet 982) est le 5e prince de Bénévent en 981 et prince de Capoue de 981 à 982.

## Biographie
Landolf IV de Bénévent est le fils aîné de Pandolf Tête de Fer et de son épouse Aloara de Capoue.
À la mort du prince Landolf III de Bénévent et au détriment du fils de ce dernier Pandolf II de Bénévent, il est associé avant le 18 décembre 969 au gouvernement de Bénévent par son père. Après la mort de Pandolf Ier en mai 981 il est privé du duché de Spolète mais il reçoit en partage Bénévent et Capoue. Il est chassé la même année de Bénévent au profit de son cousin dépossédé Pandolf II. La même année, il est tué peu après avec son frère Atenolf le 13 juillet 982 lors de la Bataille du cap Colonne en Calabre en combattant les Sarrazins aux côtés de l'Empereur Othon II du Saint-Empire. Son frère cadet Landenolf lui succède.

## Sources
- Jules Gay L'Italie méridionale et l'Empire byzantin depuis l'avènement de Basile Ier jusqu'à la prise de Bari par les Normands (867-1071) Albert Fontemoing éditeur, Paris 1904 p. 636.
- Venance Grumel Traité d'études byzantines La Chronologie: Presses universitaires de France Paris 1958, « Princes Lombards de Bénévent et de Capoue » p. 418-420.